# Роча (футбольный клуб)
«Ро́ча» (исп. Rocha Fútbol Club) — уругвайский футбольный клуб из города Роча. В настоящий момент выступает во Втором дивизионе Уругвая.

## История
«Роча» — довольно молодой клуб, который образовался в 1999 году путём слияния 40 команд из разных городов департамента Роча. Из них 12 представляли собственно Рочу, шесть — Кастильос, по пять — Чуй и Себольяти, по четыре — Веласкес, Ла-Коронилью и Лескано. ФК «Роча» — главный и единственный профессиональный спортивный клуб своего департамента.
В 2003 году «Роча» пробилась в Высший дивизион чемпионата Уругвая.
В 2005 году «Роча» стал первой командой интериора Уругвая (то есть выступающей за пределами столичного региона), которой удалось выиграть значимый турнир национального уровня. Вопреки распространённому заблуждению, «Роча» никогда не выигрывала собственно чемпионат страны, в том году «роченсес» выиграли Апертуру сезона 2005/06, а уже в объединительных матчах за чемпионство в середине 2006 года провинциальная команда вчистую проиграла победителю Клаусуры «Насьоналю», который и стал чемпионом Уругвая сезона 2005/06.
Победа в Апертуре 2005 дала возможность скромному клубу, чей бюджет на тот момент составлял порядка полумиллиона долларов, выступить в самом престижном клубном турнире Южной Америки — Кубке Либертадорес в 2006 году. Команда заняла третье место в группе 5, опередив знаменитый перуанский «Университарио». Ниже представлены результаты выступления «Рочи» в Кубке Либертадорес:
| Команда        | О  | И | В | Н | П | МЗ | МП | РМ  |
| -------------- | -- | - | - | - | - | -- | -- | --- |
| Велес Сарсфилд | 16 | 6 | 5 | 1 | 0 | 18 | 6  | 12  |
| ЛДУ Кито       | 10 | 6 | 3 | 1 | 2 | 16 | 9  | 7   |
| Роча           | 5  | 6 | 1 | 2 | 3 | 4  | 16 | -12 |
| Университарио  | 2  | 6 | 0 | 2 | 4 | 5  | 12 | -7  |

| 7 февраля 2006 | \| Роча \| 0:0 \| Университарио \| | Кампус Мунисипаль, Мальдонадо |
| Роча           | 0:0                                | Университарио                 |

| 14 февраля 2006                             | \| Велес Сарсфилд \| 3:0 \| Роча \| \| Сентурион 34′ · Грасиан 75′ · Кастроман 83′ \| Голы \| \| | Хосе Амальфитани, Буэнос-Айрес |
| Велес Сарсфилд                              | 3:0                                                                                              | Роча                           |
| Сентурион 34′ · Грасиан 75′ · Кастроман 83′ | Голы                                                                                             |                                |

| 7 марта 2006                 | \| Роча \| 3:2 \| ЛДУ Кито \| \| Кардосо 6′ 80′ · Сегалес 27′ \| Голы \| Дельгадо 15′ · Уррутия 82′ \| | Кампус Мунисипаль, Мальдонадо |
| Роча                         | 3:2 | ЛДУ Кито                      |
| Кардосо 6′ 80′ · Сегалес 27′ | Голы                                                                                                   | Дельгадо 15′ · Уррутия 82′    |

| 16 марта 2006                                               | \| ЛДУ Кито \| 5:0 \| Роча \| \| Мурильо 14′ · Уррутия 26′ 61′ · Мендес 64′ · Канделарио 86′ \| Голы \| \| | Стадион ЛДУ, Кито |
| ЛДУ Кито                                                    | 5:0 | Роча              |
| Мурильо 14′ · Уррутия 26′ 61′ · Мендес 64′ · Канделарио 86′ | Голы |                   |

| 11 апреля 2006 | \| Роча \| 0:5 \| Велес Сарсфилд \| \| \| Голы \| Эрерос 2′ 33′ 71′ · Сарате 9′ · Бустаманте 56′ \| | Кампус Мунисипаль, Мальдонадо                  |
| Роча           | 0:5                                                                                                 | Велес Сарсфилд                                 |
|                | Голы                                                                                                | Эрерос 2′ 33′ 71′ · Сарате 9′ · Бустаманте 56′ |

| 18 апреля 2006 | \| Университарио \| 1:1 \| Роча \| \| Магальянес 63′ \| Голы \| Кардосо 75′ \| | Монументаль У, Лима |
| Университарио  | 1:1                                                                            | Роча                |
| Магальянес 63′ | Голы                                                                           | Кардосо 75′         |

По итогам сезона 2006/07 «Роча» вылетела во Второй дивизион. По итогам сезона 2015/16 команда заняла последнее место в сводной таблице Второго дивизиона и опустилась во Второй любительский дивизион (ныне Второй дивизион B Насьональ). В 2020—2021 годах «Роча» выступала во Втором дивизионе, но 2022 год вновь начнёт в третьем эшелоне уругвайского футбола.

## Достижения
- Победитель Апертуры и вице-чемпион Уругвая (1): 2005/06
- Чемпион Второй любительский дивизион (1): 2019
- Участник Кубка Либертадорес (1): 2006